# Brigantiaeaceae
Brigantiaeaceae is een botanische naam voor een familie van korstmossen behorend tot de orde Teloschistales. Het typegeslacht is Brigantiaea.
De familie bestaat uit de volgende twee geslachten:
- Argopsis
- Brigantiaea